# Wowa Band
Wowa Band – grupa muzyczna z Kalisza powstała w 2017 roku. Zespół gra kompilacje wschodniego folku, rocka oraz ska.

## Historia
Wowa Band – polski zespół muzyczny założony w 2017 roku przez Wowę Bayaka. Grupa jest prekursorem stylu muzycznego gangstafolk. W 2019 roku w studio Tymona Tymańskiego zespół nagrał singiel „A w mieście moim”, do którego teledysk (satyra gangsterskiego kina) zajął II miejsce w głosowaniu publiczności na 27 Yach Film Festival. W produkcji wystąpili między innymi: Lech Dyblik, Olaf Deriglasoff i Grzegorz Halama. Zespół wykonuje utwory autorskie obracające się w stylistykach:  folk-rock, ska. W głosowaniu publiczności radiowej Trójki zespół zajął I miejsce za obcojęzyczny utwór autorski w audycji „Strefa rokendrola wolna od angola”. Wcześniej zespół istniał pod nazwą Wowa z Charkowa, założony w 2011 roku w Kaliszu również z inicjatywy  Wowy Bayaka, zawieszony w 2017 roku.

## Muzycy

### Obecny członkowie zespołu
- Wowa Bayak – wokal, instrumenty klawiszowe
- Sebastian Lipski – gitara
- Piotr Rogacki – gitara basowa
- Andrzej Ehlert – perkusja
- Mieszko Kubik – saksofon, wokal
- Rafał Gontarski – akordeon, wokal

### Byli członkowie zespołu
- Tomasz Raczyk – perkusja
- Maksymilian Sulżyński – gitara
- Piotr Rogacki – gitara basowa
- Wałodia Bayak – mandolina, wokal
- Marcin Wieczorek – trąbka
- Tomasz Banasiak – puzon
- Jacek Konopczyński – saksofon tenorowy, klarnet
- Mieszko Kubik – saksofon altowy
- Karol Wawrzyniak – gitara akustyczna
- Robert Zarycki – akordeon
- Szymon Szyszka – instrumenty klawiszowe

## Dyskografia
Gangstafolk (2017)
1. Kwas Chlebowy
2. Bieszczady
3. Frajer księżyc
4. Piatnica
5. Celebryta
6. Zęby
7. Pamiętaj dziewczyno
8. Plan
9. Zombie Zombie Zombie
10. Nie pij wódki babo

A w mieście moim EP (2020)
1. Wilk i zając
2. Lubov (feat. Lech Dyblik)
3. Baba Araba
4. Pieśń o Kaliszu
5. A w mieście moim
6. Agent 07
7. Kamieniami w dinozaury[5]

## Teledyski
- A w mieście moim
- Kamieniami w dinozaury
- Zombie Zombie Zombie
- Dobrze jest żyć